# Спеккья (мегалит)
Спеккья, итал. Specchia, мн. ч. Specchie — итальянское наименование разновидности каирнов из известняка, распространённых в Апулии главным образом на севере этой провинции и в Салентине. В большинстве случаев они представляют собой простые и небольшие круглые или овальные кучи камней, чья высота достигает 4 м, а диаметр — от 10 до 15 м. В Салентине некоторые из них по высоте достигают 10 м.
Ранее они считались наследием мессапов, населявших Апулию в железном веке. В настоящее время археологи предлагают и более раннюю датировку, однако этот вопрос пока остаётся открытым. Название им было дано ещё в средние века и, вероятно, связано с латинским словом «наблюдать», так как они рассматривались как наблюдательные башни.
Как писала Надин Буркхардт, «гробница-насыпь обычно возводилась над одиночным погребением. Усопшего укладывали в скорченном положении в яму, обложенную каменными плитами, вокруг которой возводилось внешнее каменное кольцо, что затем покрывалось землёй и камнями способом сухой кладки. Это отдельно стоящие могилы-насыпи; лишь изредка они располагались друг на друге. Располагаться могилы могли как отдельно, так и группами».
Археологи выдвинули немало теорий об их назначении. Большая часть считает, что спеккья служили местами захоронений, подобно атлантическим дольменам или скандинавским рёсе. На насыпи располагался склон-пандус, ведущий наверх; такие пандусы частично сохранились на насыпяъъ в Кастеллуццо, Капече и Талене. В некоторых насыпях имелись захоронения в каменных ящиках. Погребальные дары не обнаружены — очевидно, гробницы были разграблены ещё в древности.
К настоящему времени относительно хорошо сохранилось около 40 спеккья — в основном в Мартано, Презичче, Руффано и Цоллино. Спеккья в Миано близ Челье-Мессапика имеет диаметр 20 м и высоту 11 метров, что выделяет его среди прочих.
Материал, из которого выполнены многие спеккья — это в первую очередь мелкие камни, которые мешали земледелию и сгребались в отдельно лежащие кучи, а также использовались для других сооружений методом сухой кладки, например, трулло.